# Landgasthof Saalburg

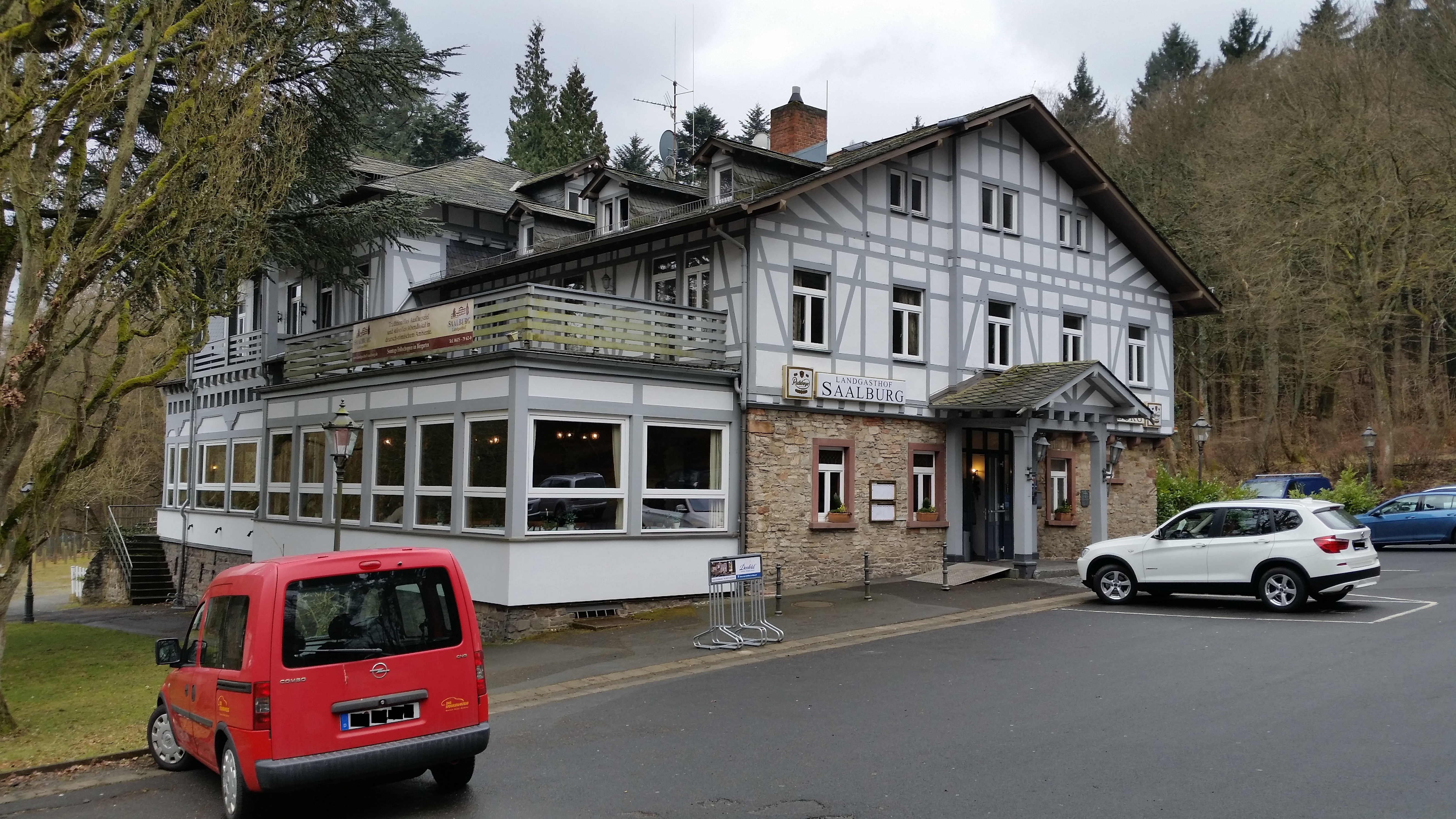
Landgasthof Saalburg (2015)

Der Landgasthof Saalburg (auch als Saalburgrestaurant bezeichnet) ist ein Restaurant im Stadtteil Dornholzhausen von Bad Homburg vor der Höhe. Das Lokal liegt in der Nähe des Römerkastells Saalburg. Das Gebäude steht unter Denkmalschutz nach dem hessischen Denkmalschutzgesetz.

## Geschichte
Auf der Höhe des Saalburgpasses befand sich im 17. und 18. Jahrhundert eine Pferdewechselstation an der Grenze zwischen der Landgrafschaft Hessen-Homburg und dem Fürstentum Nassau-Usingen. 1871 wurde die Pferdewechselstation zu einem Restaurant mit viktorianischen Stilelementen umgebaut. Am Umbau wirkte der Architekt Louis Jacobi mit, der auch für die Rekonstruktion des Saalburgkastells verantwortlich war. Die Inneneinrichtung ist im Wesentlichen noch im Stil der Jahrhundertwende gehalten. Im Jahr 2013 wurde das Haus in die Denkmalliste aufgenommen. Vorangegangen waren Recherchen für einen Beitrag Historische Gasthäuser in Hessen – Genießen im Denkmal im Rahmen der Sendereihe Bilderbogen des Hessischen Rundfunks. Im Rahmen dieser Recherchen wurde durch die Kunsthistorikerin Silke Klose-Klatte festgestellt, dass ein Teil der Innenausstattung des Lokals, insbesondere die Kaisernische am Eingang, aus der Zeit des Deutschen Kaiserreichs stammt.